# Hanabie.
Hanabie. (花冷え。, Eigenschreibweise HANABIE.) ist eine im Jahr 2015 gegründete, japanische Metalcore-Band aus Kichijōji.

## Geschichte
Die Gruppe wurde im Juni des Jahres 2015 in Kichijōji durch die Sängerinnen Yukina und Matsuri – welche innerhalb der Band auch als Gitarristin fungiert –, der Bassistin und Hintergrundsängerin Hettsu sowie von Schlagzeugerin Kaede im Rahmen des Schulmusikklubs ihrer Oberschule als Coverband gegründet. Kaede verließ die Gruppe im Dezember des Folgejahres und wurde durch Boa ersetzt, welche wiederum 2018 aus der Band ausschied. Erst im Jahr 2020 konnte durch den Einstieg von Sae die Position der Schlagzeugerin wieder besetzt werden. Im April 2023 gab die Gruppe auf ihrer Internetseite bekannt, dass Sae die Gruppe aus persönlichen Gründen verlässt. Einen Monat später wurde Chika als neue Schlagzeugerin vorgestellt.
Erste Konzerte spielte die Gruppe in Shinjuku und Tachikawa. Ihren Schulabschluss feierte die Gruppe mit einem eigenen Konzert im Cyclone in Shibuya.
Im Jahr 2018 veröffentlichte die Band mit Kaika Sengen eine sechs Lieder umfassende EP in Eigenregie, die von Crystal-Lake-Schlagzeuger Gaku Taura produziert wurde. Erst im Jahr 2021 konnte die Gruppe mit Otome Kaikaku ihr erstes vollwertiges Studioalbum veröffentlichen. Die Produktionskosten wurden dabei größtenteils via Crowdfunding realisiert. Auch dieses Werk wurde von Taura produziert.
Ende 2022 und Anfang 2023 veröffentlichten Hanabie. mit NEET Game und Osaki ni Shitsurei Shimasu zwei Singles. Letztere wurde von DJ Yuyoyuppe produziert und enthält einen Gastauftritt von Seiyū Aki Toyosaki. Zudem wurde angekündigt, dass die Gruppe im August gleichen Jahres erstmals auf dem Dynamo Metal Fest in den Niederlanden spielen wird. Zwischenzeitlich wurden weitere Festivalauftritte im Rahmen der Metaldays in Slowenien und dem Blue Ridge Rock Festival in den Vereinigten Staaten bestätigt. Im März 2023 wurde zudem angekündigt, dass die Band auf dem Louder Than Life, dem Aftershock Festival und dem Leyendos del Rock spielen werden. Infolge der schweren Regenfälle und Überflutungen in Österreich und Slowenien wurde der Auftritt bei den Metaldays abgesagt. Zwischen den Auftritten auf dem Blue Ridge Rock und dem Aftershock Festival spielten Hanabie sieben Konzerte in den Vereinigten Staaten als Vorband für Galactic Empire. Zuvor absolvierte die Band eine Mini-Tournee mit Stops in Tokio, Osaka und Nagoya.
Am 17. Juni 2023 veröffentlichte die Gruppe mit Tousou eine neue Single mitsamt Musikvideo. Einen Tag darauf wurde angekündigt, dass die Band am 18. Juli ihr zweites Album mit dem Titel Raise wa Ijin! veröffentlichen wird. Das Album erschien beim japanischen Zweig von Epic Records, welches zu Sony Music gehört, und stellte damit das Major-Debüt der Band dar. Außerhalb Japans wurde das Album am 26. August unter dem Titel Reborn Superstar! über das Label Century Media veröffentlicht. Am 3. November 2023 spielten Hanabie. gemeinsam mit Gruppen wie Maximum the Hormone, Yungblud, Yoasobi und I Prevail auf dem von der britischen Band Bring Me the Horizon organisierten Nex_Fest, welches auf dem Gelände der Makuhari Messe in Tokio stattfand.
Im Sommer 2024 waren Hanabie. erstmals auf den Zwillingsfestivals Rock am Ring und Rock im Park, sowie auf dem Greenfield Festival und Nova Rock Festival zu sehen. Im September und Oktober tourten die Musikerinnen gemeinsam mit Born of Osiris im Vorprogramm für die ukrainische Metal-Band Jinjer durch Nordamerika. Hanabie steuern mit Oishii Survivor die musikalische Untermalung der Vorspannsequenz für den Original-Anime Momentary Lily bei, der im Januar 2025 im japanischen Fernsehen startet. Für den 4. Dezember 2024 wurde die Veröffentlichung der EP Bucchigiri Tokyo angekündigt.

## Musik

### Stil
Weitestgehend wird die Musik von Hanabie. als Metalcore beschrieben, welcher zudem Elemente der japanischen Popmusik enthält. Der Wechsel zwischen den verschiedenen Musikrichtungen und die Lyrik der Liedtexte wecken Erinnerungen an Maximum the Hormone, zu dessen Fans sich die Mitglieder von Hanabie zählen. Weitere Genres, die die Musikerinnen in ihren musikalischen Stil einfließen lassen, erstreckt sich von Hip-Hop über Electronica bis hin zum Nu Metal und gar zum Hardcore Punk.
Viele Lieder der Band arbeiten im Hintergrund mit Powerchord-basiertem Riffing und verfügen über mindestens einen Breakdown, wohingegen die Musiker auf den Einsatz von Gitarrensolos in ihren Liedern verzichten – lediglich das Lied Envy verfügt über ein Solo. Manche Lieder der Gruppe folgen nicht-traditionellen und unlinearen Liedstrukturen. So besitzen manche Stücke der Gruppe keine wiederkehrenden Strophen oder sich wiederholende Refrains. Der Gesang wechselt zwischen Screams und Klargesang, was zum Beispiel im Stück Neet Game an Bring Me the Horizon erinnere.
Aufgrund musikalischer Ähnlichkeiten wird die Musik von Hanabie. mit Babymetal, PassCode und Broken by the Scream verglichen. Merlin Alderslade vom britischen Metal Hammer erkennt darüber hinaus zudem musikalische Einflüsse von Gruppen wie Attila, Crossfaith und Enter Shikari.
Die Musikerinnen selbst nennen Gruppen wie Maximum the Hormone, Ellegarden, SiM und Coldrain, aber auch Anison und Vocaloid-Musik zu ihren persönlichen musikalischen Einflüssen.

### Songwriting
Die Lieder, die allesamt auf Japanisch verfasst sind, werden von Gitarristin Matsuri und Frontsängerin Yukina geschrieben, wobei sich Matsuri zudem als Hauptkomponistin hervortut. Zudem zeigt sich Matsuri auch beim Arrangement der Instrumentalisierung der Lieder verantwortlich. Die lyrische Thematik eines Liedes wird von Yukina getroffen, basierend auf den Instrumental-Demoversionen, die Matsuri zuvor angefertigt und erarbeitet hat. Gemeinsam schreiben Matsuri und Yukina an Melodien und dem Liedtext für ihre entsprechenden Gesangspassagen.
Bassistin Hettsu trägt beim Erarbeiten der Lieder die Basslinien bei und schrieb vereinzelt auch Liedtexte für die Band. In Abwesenheit eines Schlagzeugers komponierte Gitarristin Matsuri auch diese Parts mit. Da Matsuri als einzige Gitarristin der Band zwischen Lead- und Rhythmus-Passagen wechselt, schreibt sie beide Parts.

## Auftreten

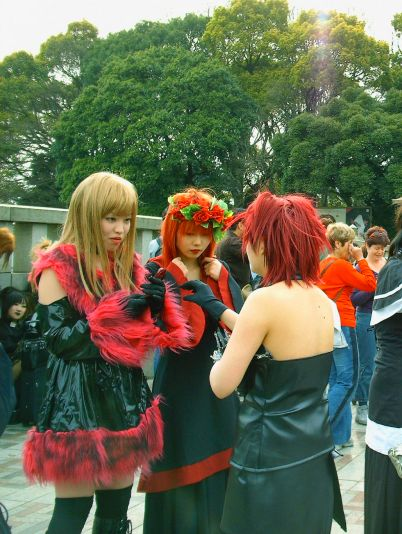
Harajuku-Mode ist ein wichtiges Merkmal für das Auftreten der Band.

Als wichtiges Merkmal für das Auftreten der Gruppe ist die Harajuku-Mode. Der Begriff Harajuku-Core (eine Zusammensetzung aus Harajuku-Mode und Metalcore) wurde von der Band zur Selbstdefinierung erfunden. Der Begriff wird oft auf bandeigenes Merchandise verwendet.
Die Bühnenoutfits, die sehr stark an der Harajuku-Ästhetik angelehnt ist, werden von Bassistin Hettsu selbst angefertigt. Auch Anime-Ästhetik wird häufig von der Band genutzt und findet sich so beispielsweise in mehreren Albumartworks und als Merchandise-Motiv wieder.

## Diskografie

### Alben
| Jahr | Titel Musiklabel                                 | Höchstplatzierung, Gesamtwochen, AuszeichnungChartsChartplatzierungen (Jahr, Titel, Musiklabel, Platzierungen, Wochen, Auszeichnungen, Anmerkungen) | Anmerkungen                           |
| Jahr | Titel Musiklabel                                 | JP | Anmerkungen                           |
| ---- | ------------------------------------------------ | --- | ------------------------------------- |
| 2021 | Otome Kaikaku Selbstverlag                       | — | Erstveröffentlichung: 14. Januar 2021 |
| 2023 | Raise wa Ijin! Epic Records Japan, Century Media | JP34 (3 Wo.)JP | Erstveröffentlichung: 26. Juli 2023   |

### EPs
| Jahr | Titel Musiklabel                    | Höchstplatzierung, Gesamtwochen, AuszeichnungChartsChartplatzierungen (Jahr, Titel, Musiklabel, Platzierungen, Wochen, Auszeichnungen, Anmerkungen) | Anmerkungen                            |
| Jahr | Titel Musiklabel                    | JP | Anmerkungen                            |
| ---- | ----------------------------------- | --- | -------------------------------------- |
| 2018 | Kaika Sengen Selbstverlag           | — | Erstveröffentlichung: 17. Oktober 2018 |
| 2024 | Bucchigiri Tokyo Epic Records Japan | JP36 (4 Wo.)JP | Erstveröffentlichung: 4. Dezember 2024 |